# 豊橋市立高根小学校
豊橋市立高根小学校（とよはししりつ たかねしょうがっこう）は、愛知県豊橋市西七根町にある公立小学校。

## 校区
- 高塚町、東七根町の一部、西七根町が校区であり、公立中学校の進学先は豊橋市立高豊中学校である。
- 旧・渥美郡高豊村の小学校であった。

## 沿革
- 1873年（明治6年） - 七根学校として開校。龍泉庵[注釈 1]を仮校舎とする。
- 1878年（明治11年） - 上細谷村、下細谷村、小島村、小松原村、寺沢村、西七根村、東七根村が合併し、五並村となる。
- 1880年（明治13年） - 七根学校が七根学校と高塚学校に分立する。
- 1884年（明治17年） - 
  - 五並村が上細谷村、下細谷村、小島村、小松原村、寺沢村、七根村に分立する。
  - 豊南村の一部（城下、高塚）が分立し、高塚村となる。
- 1887年（明治20年） - 赤沢学校、伊古部学校、豊南学校、七根学校、高塚学校を統合し、渥美郡尋常小学伊古部学校となる。七根村、高塚村、豊南村、伊古部村の児童が通学する。
- 1889年（明治22年）10月1日 -
  - 豊南村、伊古部村が合併し、豊南村が発足。
  - 高塚村、七根村が合併し、高根村が発足。
- 1892年（明治25年） - 渥美郡尋常小学伊古部学校が渥美郡豊南村立豊南尋常小学校、渥美郡豊南村立豊南第一尋常小学校、渥美郡豊南村立豊南第二尋常小学校、渥美郡高根村立高塚尋常小学校、渥美郡高根村立七根尋常小学校に分立する。
- 1897年（明治30年） - 高塚尋常小学校、七根尋常小学校を統合し、高等科を設置。渥美郡高根村立高根尋常高等小学校となる。
- 1898年（明治31年） - 現在地に校舎を新築する。
- 1906年（明治39年）8月31日 - 豊南村と高根村が合併し、高豊村が発足する。
- 1907年（明治40年） - 渥美郡高豊村立高根尋常高等小学校に改称する。
- 1917年（大正6年） - 実業補習学校を併設する。
- 1922年（大正11年） - 火災により校舎を全焼する。
- 1923年（大正12年） - 校舎を再建する。
- 1935年（昭和10年） - 青年学校を併設する。
- 1941年（昭和16年）4月1日 - 高根国民学校に改称する。
- 1947年（昭和22年）4月1日 - 高豊村立高根小学校に改称する。
- 1955年（昭和30年）3月1日 - 高豊村が豊橋市に編入される。同時に豊橋市立高根小学校に改称する。
- 1959年（昭和34年） - 伊勢湾台風により校舎を半壊する。分散授業を行う。
- 1960年（昭和35年） - 校舎（鉄筋コンクリート造）が完成する。
- 1972年（昭和47年） - 体育館が完成する。
- 2017年（平成29年） - 新体育館が完成する。
- 2020年（令和2年） - 校舎を新築する。